# Newton (North Carolina)
Newton is een plaats (city) in de Amerikaanse staat North Carolina, en valt bestuurlijk gezien onder Catawba County.

## Demografie
Bij de volkstelling in 2000 werd het aantal inwoners vastgesteld op 12.560.
In 2006 is het aantal inwoners door het United States Census Bureau geschat op 13.160, een stijging van 600 (4.8%).

## Geografie
Volgens het United States Census Bureau beslaat de plaats een oppervlakte van
33,7 km², waarvan 33,6 km² land en 0,1 km² water. Newton ligt op ongeveer 288 m boven zeeniveau.

## Plaatsen in de nabije omgeving
De onderstaande figuur toont nabijgelegen plaatsen in een straal van 12 km rond Newton.

## Geboren in Newton
Tori Amos (1963), singer-songwriter en pianiste